# Старе Лесково
Старе Лесково (рос. Старое Лесково) — присілок в Спас-Деменському районі Калузької області Російської Федерації.
Населення становить 18 осіб. Входить до складу муніципального утворення Присілок Болва.

## Історія
Від 2004 року входить до складу муніципального утворення Присілок Болва

## Населення
| 2002 | 2007 | 2010 |
| ---- | ---- | ---- |
| 16   | ↗18  | →18  |